# Fredericksburg (Iowa)
Fredericksburg is een plaats in Chickasaw County, Iowa. In 2000 had de plaats 984 inwoners.
De plaats heeft een oppervlakte van 2,2 km², waarmee het een bevolkingsdichtheid heeft van 441,8 inw/km²

## Plaatsen in de nabije omgeving
De onderstaande figuur toont nabijgelegen plaatsen in een straal van 20 km rond Fredericksburg.